# Восточное Поморье
Восточное Поморье (иначе — Гданьское Поморье, Померелия, Помералия) (пол. Pomorze Wschodnie; кашуб. Pòrénkòwô Pòmòrskô; нем. Pommerellen) — историческая область на севере Польши, на берегу Балтийского моря и его Гданьского залива.

## История
Восточное Поморье вошло в состав Польского государства в середине X века, в период правления князя Мешко I. При нём в устье реки Висла был основан главный город этого региона — Гданьск. После смерти польского князя Болеслава III Кривоустого (1138 г.) Восточная Померания постепенно обособилась от остальных польских княжеств, образовав полу-независимое государство с собственной династией. В 1294 г. князь Великопольский Пшемысл II по заключённому ранее договору в Кемпно присоединил к своим владениям Восточную Померанию и был провозглашён королём Польши.
После смерти Пржемыслава II началась борьба за власть над польским побережьем между королями Польши и маркграфами Бранденбурга. Для отражения бранденбургской угрозы король Владислав I Локоток в 1308 г. обратился за помощью к Тевтонскому ордену. Рыцари захватили Гданьск и основали на этой территории собственное государство. Таким образом с 1308 г. Восточное Поморье оказалось под властью Тевтонского ордена. Лишь в 1466 г., по Второму Торуньскому миру Восточное Поморье было возвращено Польше и вошло в состав так называемой Королевской (или Западной) Пруссии, провинции под властью польского короля, но пользующейся по преимуществу немецким правом.
После первого раздела Речи Посполитой в 1772 г. большая часть Восточного Поморья досталась Пруссии. Второй раздел принес Прусскому королевству Гданьск и оставшиеся восточно-поморские территории. В составе Прусского государства Восточное Поморье образовывало провинцию Западная Пруссия. В 1919 г. эти территории были разделены на три части — германскую, польскую и свободный город Гданьск. Во время Второй мировой войны фашистская Германия захватила всю территорию Восточного Поморья, но в 1945 г. этот регион, вошёл в состав Польской республики.

## Родословная князей Восточного Поморья
1. Собеслав I (Subislaw), около 1155—1187
  1. Самбор I, 1187—1207
    1. Собеслав II (Subislaw[пол.]), умер молодым

  2. Мстивой I, 1207—1220
    1. Святополк II Великий, 1220—1266
      1. Мстивой II, 1266—1294
        1. Катерина (Katharina)

      2. Вартислав II (Wratislaw), (1266—1271)

    2. Вартислав I (Wratislaw) 1220—1229
    3. Самбор II, 1220—1272
      1. Собеслав (ок. 1235—1254)
      2. Маргарет Самбрия (Margaret Sambiria) (1230—1282)
      3. Эйпвимия (Euphemie)
      4. Салом (Salome)
      5. Йоланта (Jolanthe)
      6. Гертруда (Gertrude)

    4. Ратибор
    5. Витослава (Witoslawa)
    6. Мирослава (Miroslawa)
    7. Хедвиг/Ядвига (Hedwig)

## География
Восточное Поморье лежит в прибалтийской низменности. Основная река региона — Висла, впадающая в Гданьский залив. Вдоль побережья тянется цепь небольших озёр.
Крупнейшие города (данные на 2004 год):
- Гданьск (460 тыс. чел.)
- Гдыня (253 тыс. чел.)
- Тчев (60 тыс. чел.)
- Старогард-Гданьский (48 тыс. чел.)
- Хойнице (40 тыс. чел.)
- Сопот (40 тыс. чел.)

На территории Восточного Поморья сохранились представители древнего населения польских прибалтийских низменностей — кашубы, говорящие на собственном кашубском языке.
В настоящее время Восточное Поморье входит в состав Поморского воеводства Польши.